# Христо Димитров (психиатър)
Вижте пояснителната страница за други личности с името Христо Димитров.
Христо Тодоров Димитров е български психиатър, старши научен сътрудник, един от първите психотерапевти в България след Втората световна война.

## Биография
Роден е на 13 май 1928 г. в София. Член на БКП от 1948 г. През 1952 г. завършва медицина в Медицинска академия и става психиатър. На следващата година изгубва зрението си след операция на тумор в мозъка. От 1957 г. завежда психиатричния кабинет на Висшия медицински институт в София. През 1969 г. защитава дисертация на тема „Критика на Фройдовото учение за неврозите: историко-теоретическа, методологическа и частно-научна преценка“ във Висшия медицински институт. Един от изявените критици на психоанализата в България наред с Никола Шипковенски и Христо Христозов и други психиатри. Поради слепотата му около него се събират млади асистенти като Николай Колев и Георги Каменов, които му помагат при обсъждането и четенето на книгите на Фройд. И двамата по-късно емигрират и стават психоаналитици. Димитров работи и върху репродукционния метод на Никола Кръстников и допринася за популяризацията му в чужбина. Автор е на 5 монографии и на над 130 статии. Умира на 30 октомври 1974 г. в София.